# امشقرة (آيت اسليليو)
امشقرة هو دُوَّار يقع بجماعة عدرج، إقليم صفرو، جهة فاس مكناس في المملكة المغربية. ينتمي الدوّار لمشيخة آيت اسليليو التي تضم 6 دواوير. يقدر عدد سكانه بـ 436 نسمة حسب الإحصاء الرسمي للسكان والسكنى لسنة 2004.

## روابط خارجية
- البوابة الوطنية للجماعات الترابية
- المندوبية السامية للتخطيط